# The Treacherous Three
The Treacherous Three est un groupe pionnier du hip-hop américain formé en 1978 et composé de DJ Easy Lee, Kool Moe Dee, LA Sunshine, Special K et Spoonie Gee, avec des contributions occasionnelles de DJ Dano B., DJ Reggie Reg et DJ Crazy Eddie. Ils apparaissent pour la première fois sur disque en 1980 sur la face B du single Love Rap de Spoonie Gee.

## Histoire

### Origine
Kool Moe Dee et LA Sunshine (Lamar Hill) grandissent dans le même quartier et rencontrent DJ Easy Lee (Theodore Moy'e) à l'école primaire. Kool Moe Dee et Easy Lee vont tous deux au lycée Norman Thomas où ils font la connaissance de Special K (Kevin Keaton). DJ Easy Lee rencontre Spoonie G en jouant au basket et par l'intermédiaire de sa sœur qui le connait également. Lorsque Spoonie G quitte le groupe à la fin des années 1970, Kool Moe Dee le remplace par Special K.
Bien que, techniquement, Spoonie G ne fasse plus partie de la formation, il y reste associé. Il sort un single intitulé Spoonin' Rap sur le label Sound of New York, USA. Il va ensuite chez Enjoy Records, qui appartient à son oncle, Bobby Robinson. Il persuade alors ce dernier de laisser les Treacherous Three faire une chanson sur la face B de son premier single, intitulé Love Rap. Cette face B est la chanson New Rap Language, parue en 1980. New Rap Language marche bien et fait connaître le groupe pour son style de rap rapide (double time rapping). Après cela, Enjoy! signe le groupe pour un single.

### Premières réalisations
Toujours en 1980, le groupe sort Body Rock, qui est l'un des premiers disques à mélanger hip-hop et rock 'n' roll. Ils sortent également At the Party, Put the Boogie In Your Body et Feel the Heartbeat (1981), ce dernier obtenant un certain succès. Le groupe exprime alors son mécontentement à Bobby Robinson, estimant ne pas être suffisamment rétribué ; le groupe reçoit 3 000 $ pour chaque disque.

### Sugarhill Records
En 1981, les Treacherous Three partent chez Sugar Hill Records. Leur premier single sur ce label est Whip It, qui met en vedette le chanteur Philippé Wynne, anciennement des Spinners. Ce single contient un sample du hit Let It Whip du Dazz Band en 1982. Ils sortent ensuite la chanson Yes We Can-Can, qui s'inscrit dans la ligne politique initiée par The Message de Grandmaster Flash and the Furious Five. Puis viennent Action, Turning You On, Get Up, Xmas Rap et Santa's Rap. En 1985, le groupe est éclipsé par des groupes plus modernes tels que Run–DMC. Parallèlement, LA Sunshine est de plus en plus frustré par leur situation financière chez Sugarhill, alors même que de nombreux groupes signés sur le label voient leur contrat suspendu. Special K et LA Sunshine ne veulent plus travailler pour Sylvia Robinson (la copropriétaire de Sugarhill) et Kool Moe Dee est le seul MC du groupe qui œuvre encore activement pour Sugarhill Records, écrivant pour le groupe The Sugarhill Gang. En 1985, Kool Moe Dee réussit à persuader Special K et LA Sunshine de retourner en studio pour enregistrer Gotta Rock. Mais au moment d'enregistrer la face B, Turn it Up, LA Sunshine ne se présente pas à la session d'enregistrement et Special K part avant la fin. Kool Moe Dee met de côté les raps de Special K, estimant qu’ils ne sont pas à la hauteur des réalisations habituelles du groupe. Cela favorise la carrière solo de Kool Moe Dee et mène à l'éclatement du groupe.

## Carrière cinématographique
Le groupe a également une courte carrière cinématographique. Kool Moe Dee et LA Sunshine apparaissent dans le film Wild Style. En 1984, les Treacherous Three jouent dans Beat Street, où ils interprètent leur chanson Santa's Rap aux côtés d'un jeune Doug E. Fresh. Après la séparation du groupe, Kool Moe Dee apparaît dans de nombreux films et programmes télévisés. Il sort le single de rap Wild Wild West en 1988.

## Réunion
En 1993, le groupe revient pour un album de retrouvailles sur le label d'Easy Lee, Wrap Records. Old School Flava, sort en 1994. Le premier single, Feel the New Heartbeat, est un remix du disque original Feel the Heartbeat, la nouvelle version comprenant la participation de Doug E. Fresh. Selon DJ Easy Lee, une des raisons pour lesquelles l'album n'est pas aussi bien accueilli qu'ils l'espéraient est que la nouvelle version de Feel the Heartbeat est presque exactement la même que l’original, et il aurait mieux valu sortir en single We Wit It qui comprend des collaborations de Big Daddy Kane, Chuck D, Grandmaster Caz, Heavy D, Melle Mel et Tito (des Fearless Four) ; cette chanson, beaucoup plus populaire, n'est jamais sortie en single…  En 1999, le groupe sort Turn It Up qui présente des morceaux déjà parus et est ainsi une sorte d’album « Greatests Hits » non officiel. C’est la dernière réalisation du groupe.

## Héritage
Les Treacherous Three restent dans les mémoires comme les initiateurs du fast rap, influençant directement des MC tels que T La Rock, LL Cool J, Limp Bizkit et Rakim. Ils sont également connus comme les premiers MC à représenter le rap lyrique. Ils sont aussi les premiers MC à se produire au Brésil, aux Pays-Bas, aux Bermudes et à voyager dans environ 14 autres pays.
Kool Moe Dee commence une carrière solo en 1986 et est connu pour des succès tels que Wild Wild West, Go See the Doctor, God Made Me Funke, I Go to Work et How Ya Like Me Now. Il est également célèbre pour sa rivalité de longue date avec LL Cool J.
LA Sunshine chorégraphie toutes les vidéos de Kool Moe Dee comme il l'a fait auparavant avec les spectacles des Treacherous Three.
Special K sort son propre single solo en 1987.
DJ Easy Lee passe à la production musicale et devient directeur national des promotions chez Ichiban Records.

## Discographie

### Albums studio
- 1984 : The Treacherous Three (Sugar Hill/MCA)
- 1994 : Old School Flava (Wrap)

### Albums live
- 1981: Live Convention '81 (Tuff City)

### Compilations
- 1983 : Whip It (Sugar Hill).
- 2000 : Turn It Up (Sequel)

### Singles
| Titre                                            | Année | Album                 |
| ------------------------------------------------ | ----- | --------------------- |
| The New Rap Language/Love Rap (avec Spoonie Gee) | 1980  | —                     |
| The Body Rock                                    | 1980  | The Treacherous Three |
| At the Party                                     | 1980  | The Treacherous Three |
| Put the Boogie in Your Body                      | 1981  | —                     |
| Feel the Heartbeat                               | 1981  | The Treacherous Three |
| Whip It                                          | 1982  | Whip It               |
| Yes We Can-Can                                   | 1982  | Whip It               |
| Action                                           | 1983  | Whip It               |
| Turning You On                                   | 1983  | The Treacherous Three |
| Get Up                                           | 1983  | The Treacherous Three |
| Santa's Rap                                      | 1984  | BOF Beat Street       |
| Xmas Rap                                         | 1984  | —                     |
| Breath                                           | 1984  | —                     |
| Gotta Rock                                       | 1985  | —                     |
| We Come Phat                                     | 1994  | Old School Flava      |
| Feel the New Heartbeat                           | 1994  | Old School Flava      |